# Bezogończyk
Bezogończyk (Coelops) – rodzaj ssaków z rodziny płatkonosowatych (Hipposideridae).

## Rozmieszczenie geograficzne
Rodzaj obejmuje gatunki występujące w południowej i południowo-wschodniej Azji.

## Morfologia
Długość ciała 32–50 mm, długość ucha 12–14 mm, długość przedramienia 34–44 mm; masa ciała 3–7 g.

## Systematyka
Rodzaj zdefiniował w 1848 roku brytyjski zoolog Edward Blyth w raporcie kuratora departamentu zoologicznego The Asiatic Society opublikowanego na łamach The Journal of the Asiatic Society of Bengal. Gatunkiem typowym jest (oznaczenie monotypowe) bezogończyk krągłouchy (C. frithii).

### Etymologia
- Coelops: gr. κοιλος koilos ‘wgłębienie’; ωψ ōps, ωπος ōpos ‘wygląd’[8].
- Chilophylla: gr. χειλος kheilos, χειλεος kheileos ‘warga’[9]; φυλλον phullon ‘liść’[10]. Gatunek typowy (oryginalne oznaczenie): Chilophylla hirsuta G.S. Miller, 1910.

### Podział systematyczny
Do rodzaju należą następujące gatunki:
| Grafika | Gatunek           | Autor i rok opisu   | Nazwa zwyczajowa       | Podgatunki         | Rozmieszczenie geograficzne | Podstawowe wymiary                                         | Status IUCN |
| ------- | ----------------- | ------------------- | ---------------------- | ------------------ | --- | ---------------------------------------------------------- | ----------- |
|         | Coelops frithii   | E. Blyth, 1848      | bezogończyk krągłouchy | 5 podgatunków      | północno-wschodnie Indie i Bangladesz na wschód do środkowej i południowej Chińskiej Republiki Ludowej (wraz z wyspą Hajnan), Tajwanu, kontynentalna Azja Południowo-Wschodnia na południe do Sumatry, Jawy i Bali; zakres wysokości: 0–1370 m n.p.m. | DC: 3,8–5 cm DO: bezogonowy DP: 3,4–4,4 cm MC: 3–7 g       | NT          |
|         | Coelops robinsoni | Bonhote, 1908       | bezogończyk malajski   | gatunek monotypowy | południowy Półwysep Malajski (włącznie z wyspą Tarutao) oraz Borneo (Malezja i Indonezja) | DC: 3,2–3,6 cm DO: bezogonowy DP: 3,7–3,7 cm MC: 2,5–4 g   | VU          |
|         | Coelops hirsutus  | (G.S. Miller, 1910) |                        | gatunek monotypowy | endemit Filipin: Mindoro i Mindanao (prowincja Bukidnon) | DC: 3,5–4,2 cm DO: bezogonowy DP: 3,3–3,6 cm MC: 2,4–3,6 g | DD          |

Kategorie IUCN:  NT  – gatunek bliski zagrożenia,  VU  – gatunek narażony,  DD  – gatunki o nieokreślonym stopniu zagrożenia.